# یواس‌اس سمز (دی‌دی‌جی-۱۸)
یواس‌اس سمز (دی‌دی‌جی-۱۸) (به انگلیسی: USS Semmes (DDG-18)) یک کشتی بود که طول آن ۴۳۷ فوت (۱۳۳ متر) بود. این کشتی در سال ۱۹۶۱ ساخته شد.